# Teerfeest
Een teerfeest, ook wel teerdag, is een jaarlijks feest in Vlaanderen georganiseerd door een vereniging. Het is traditie dat op dit feest alle leden een gratis feestmaal krijgen op kosten van de clubkas, bekostigd door alle opbrengsten van dat jaar. Het feest vindt ieder jaar rond dezelfde tijd plaats, bij een teerfeest van de parochie valt dit meestal samen met de naamdag van de heilige van de parochie. Het wordt beschouwd als de hoogdag van de vereniging.
Het woord teerfeest komt van potverteren, ofwel jaarlijks datgene wat in kas is (bijvoorbeeld door boetes vergaard) wordt verteerd (opgegeten en, vooral, -gedronken). In Vlaanderen, met name in de Kempen, wordt dit werkwoord nog steeds gebruikt wanneer men ergens gaat eten en drinken.